# رسم عميش
رسم عميش قرية سوريّة تتبع إداريّاً لمحافظة حلب منطقة السفيرة ناحية الحاجب، بلغ تعداد سكانها (101) نسمة حسب التعداد السكاني لعام 2004.